# Волькенштейн, Михаил Филиппович
Михаи́л Фили́ппович Волькенште́йн (Моисей Фишелевич; 1861(по другим сведениям, 1859)—1934) — русский адвокат, издатель и общественный деятель, редактор.

## Биография
Родился в Ростове-на-Дону в семье Фишеля Иосифовича (Филиппа Осиповича) Волкенштейна. Михаил Филиппович Волькенштейн являлся очень влиятельным петербургским адвокатом. Он, будучи выходцем из буржуазной среды, придерживался либеральных взглядов. Всегда находился в идейной оппозиции к власти, в связи с чем выступал в качестве присяжного поверенного по делам политического обвинения, и по долгу службы защищая политически неблагонадёжных лиц.
В круг его хороших знакомых входили такие видные личности, как его бывший одноклассник А. П. Чехов (состоял в переписке по публикации новых рассказов Чехова в журналах), художник М. В. Добужинский (который был женат на его двоюродной племяннице — Елизавете Осиповне Волькенштейн, 1874—1965), Фёдор Шаляпин (близкий друг, чьи финансовые дела он вёл).
В журнале «Русское богатство» служил долгое время юрисконсультом, благодаря чему  приобрёл влиятельных и знаменитых друзей, а с 1895 года стал издателем, владельцем и редактором политического журнала «Новое слово», выходившего с 1895 по 1897 год в Петербурге. Затем был директором «Общества подъездных и железнодорожных путей в России», юрисконсультом Северного пароходного общества. Ему с женой Кларой Иосифовной принадлежал дом на улице Широкой, № 23.

## Защита Ленина
В 1896 году В. И. Ульянова (Ленина) обвинили в учреждении «Союза борьбы за освобождение рабочего класса», что сочли за совершение общественно опасного деяния. По просьбе матери В. И. Ульянова (Ленина) дал свое поручительство за последнего и ратовал за освобождение до решения суда.
Весной 1896 года Волькенштейн присоединяется к просьбе матери и одной из сестер Ленина, настаивавших на освобождении Владимира Ильича из петербургской «предварилки». Вот два документа, которые не нуждаются в разъясняющем слове.
Письмо председателя совета присяжных поверенных Петербургской судебной палаты В. О. Люстиха вице-директору департамента полиции С. Э. Зволянскому:
«М. Г.

Сергей Эрастович!
Позвольте обратиться к Вашему доброму содействию по следующему поводу: помощник присяжного поверенного Вл. Ил. Ульянов довольно давно уже арестован по обвинению в государственном преступлении; мать и сестра его удостоверяют, что за это время здоровье его сильно расстроилось, и просят освободить его до решения дела на поручительство; присяжный поверенный Волькенштейн, при котором г. Ульянов состоит помощником, так же об этом просит и готов принять сам поручительство. Зная Вас как человека, всегда готового оказать посильную помощь страдающим, если обстоятельства это позволяют, я и решил просить Вас не отказать в содействии и Ульянову к освобождению его, с поручительством матери или г. Волькенштейна.
Прошу принять уверение в совершенном моем уважении и преданности.

В. Люстих».
Ответ С. Э. Зволянского В. О. Люстиху:
«М. Г.

Вильгельм Осипович!
Вследствие письма от 27 минувшего мая имею честь уведомить, что вопрос об освобождении из-под стражи привлеченного к дознанию по делу политического характера Владимира Ульянова уже неоднократно был возбуждаем его матерью, тем не менее, ни жандармское управление, ни прокурорский надзор не признали возможным, по обстоятельствам дела, сделать что-либо в этом отношении. В настоящее время дознание об Ульянове производством уже закончено и находится в рассмотрении министерства юстиции.
Примите, м. г., уверение в совершенном почтении и проч.

С. 3волянский».

Уже простое соседство слов «на поручительство» и «государственный преступник» грозило собрать над головой Волькенштейна настоящие громы. Ведь просил-то он зная. Знал, как тяжело лежит обвинение Ленина на весах права, и — просил. Знать и просить — это защищать. Волькенштейн защищал.
Незадолго до этих событий Ульянов был принят Волькенштейном на работу в качестве помощника. Волькенштейн также рекомендовал Ульянова в Петербургскую коллегию адвокатов.

## В эмиграции
В 1922 году (по другим данным, в 1917) Волькенштейн эмигрировал в Эстонию, в Таллин.
В последние годы жизни полностью потерял зрение и, не желая вести жизнь беспомощного старика, покончил с собой.

## Семья
- Сын — Владимир Михайлович Волькенштейн (1883—1974)
  - Внук — Михаил Владимирович Волькенштейн (1912—1992)
- Брат — адвокат Лев Филиппович Волкенштейн.
- Брат — Аким Филиппович Волькенштейн, военный врач в Кишинёве.
  - Племянники — Ольга Акимовна Волькенштейн, публицист и журналист; Фёдор Акимович Волькенштейн, юрист.
- Брат — Иосиф Фишелевич (Осип Филиппович) Волкенштейн (1834—?), потомственный почётный гражданин, управляющий Ростовским купеческим банком[3], один из руководителей еврейской общины Ростова-на-Дону и её представитель в Городской думе[4]. Его дочь Елизавета Осиповна Волькенштейн (1876—1965) была замужем за художником М. В. Добужинским[5]. Дочь Жанета (Евгения) Иосифовна (1864—?) 14 сентября 1883 года в Одессе вышла замуж за Александра Фельдмана (1857—?)[6].
- В 1893 году вторым браком в Вильне женился на своей родственнице Кларе Иосифовне Волкенштейн (1866, Ростов — ?)[7][8].